# Русская Рада (газета)

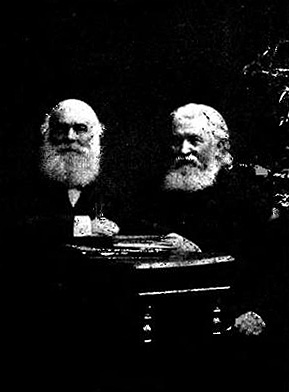
Иван Наумович (справа), главный редактор газеты

«Ру́сская Ра́да» — общественно-политическая газета галицких русофилов. Выходила в Коломые с 1871 года по 1912 год. Главный редактор Иван Наумович (1871—1880). Первая галицкая газета на русском языке.

## История
В 1871 году Иван Наумович в Коломые ежемесячник научного характера с названием «Наука», а также совместно с типографом Михаилом Белоусом основал общественно-политическое издание «Русская Рада». В письме князю Владимиру Черкасскому Наумович так писал об этом издании:

В покутском городе Коломые есть огнище простонародной литературы, там издаются газеты «Русская рада» (политическая) и «Наука», беллетристическая с иллюстрациями, имеющия по 1500 подписчиков между духовенством, учителями, общинами и частными лицами земледельческого сословия, также издается мною ещё и «Читальня», ряд книжечек популярных, расходящихся быстро между народом…
— 
Газета «Русская Рада» являлась органом одноименной политической организации «Русская Рада»:127. До 1875 года газета печаталась церковнославянской кириллицей, а после этого — гражданским шрифтом. Она позиционировалась издателями как политическая газета для простого народа.
Газета на протяжении более 40 лет издавалась типографом Михаилом Белоусом (1838—1913), который являлся ответственным редактором газеты.

## Редакторы
- Иван Наумович (1870—1880)
- Степан Смаль-Стоцкий (1892—1897)